# Matt Austin
Matt Austin-Sadowski (Toronto, 20 de abril de 1978) é ator, diretor de cinema canadense, mais conhecido pelo seu papel como Bridge Carson em Power Rangers SPD. Matt estudou cinema nas Universidades Centennial e Humbert.

## Filmografia
- Aaron Stone (2010) como Agente secreto de serviço
- Don't You Forget About Me (2009)
- Taste Buds (2008)
- Power Rangers: Operation Overdrive (2007) como Bridge Carson/SPD Ranger Vermelho
- Date Movie (2006) como Homem de fogo
- This Is Wonderland (2006) como Daniel McDonald
- Power Rangers: Space Patrol Delta (2005) como Bridge Carson/SPD Ranger Verde
- Queer as Folk (2003) como Hustler
- Spynet (2002) Cypher
- Catch and Release (2006) Charlie Potter
- This Town's Called Crash (2005)
- A Separate Peace (2004) como Rach
- Denied (2004) como Merrick
- Dawn of the Dead (2004) como EMS Technician
- Autobiography of an Insect (2003) como Alex
- Bar Life (2003) como Guy
- Talk Salo (2002) como Aaron
- If Wishes Were Horses (2002) como Toby
- Jackie, Ethel, Joan: The Women of Camelot (2001) como Joseph Patrick Kennedy II
- Release (2001) como Young Man
- Coming to Terms (2000) como Damian
- Broke Body Saints (2000) como Malcolm